# ویلهلم وونت
ویلهلم ماکسیمیلیان وونت (به آلمانی: Wilhelm Maximilian Wundt) (زاده ۱۶ اوت ۱۸۳۲ – درگذشته ۳۱ اوت ۱۹۲۰) پزشک، روان‌شناس، فیزیولوژیست و استاد دانشگاه آلمانی که به عنوان یکی از «پایه‌گذاران علم روان‌شناسی تجربی» شناخته می‌شود. وونت پیشوای مکتب اراده‌گرایی (Voluntarism) است. او درجه پزشکی خود را در هایدلبرگ گرفت ولی به مطالعه و تحقیق در فیزیولوژی پرداخت و همین امر او را به سمت روانشناسی کشانید. در ۱۸۷۵ به لایپزیگ در آلمان رفت و چهل و شش سال دیگر را در همان‌جا سپری نمود. در سال ۱۸۷۹ وندت اقدام به تأسیس یک آزمایشگاه در دانشگاه شهر لایپزیک نمود که تمرکز اصلی آن بروی مطالعات روانشناسی قرار داشت و اولین آزمایشگاه از نوع خود به حساب می‌آمد. او در این آزمایشگاه به بررسی ماهیت اعتقادات مذهبی، شناسایی اختلالات مغزی و رفتارهای ناهنجار پرداخته و بدین سان موفق شد روان‌شناسی را به عنوان رشته‌ای مجزا از رشته‌های دیگر تثبیت کند. او همچنین اولین ژورنال علمی در زمینه روان‌شناسی را در سال ۱۸۸۱ میلادی بنا نهاد.
وونت در حدود ۵۴۰۰۰ صفحه نوشته از خود به یادگار گذاشت. عموماً به وی لقب «پدر روانشناسی آزمایشگاهی» داده‌اند.

## مروری بر کارهای وونت
وونت بی‌تردید یکی از چهره‌های مهم در تحول روان‌شناسی نوین بود که امروز او را یکی از پیشگامانی می‌دانند که روان‌شناسی را در مسیر خود قرار داد و اولین رویکرد نظام‌مدار به روان‌شناسی را به وجود آورد که بعداً توسط تیچنر اصلاح شد و به صورت یکی از نظام‌های غالب در طول سی سال اول این قرن در آمد. اهمیت وونت نه تنها در رویکرد نظام‌مدار او به علم جدید، بلکه همچنین در این واقعیت قرار دارد که او با فلسفه قطع رابطه کرد و روان‌شناسی را به آزمایشگاه برد. وونت در عین حال، فیلسوفی بود که پنج کتاب درباره منطق و اخلاق و فلسفه عمومی نوشت. امروز فلسفه او چندان مورد توجه ما نیست، وقتی که جان لاک دو قرن قبل، زمانی که در برابر خردگرایان ایستاد و اظهار داشت که کل دانش از تجربه ناشی می‌شود، سنّت تجربی را بنیاد نهاد و این نه تنها در تاریخ علم، بلکه در تاریخ روان‌شناسی هم گام مهمی محسوب می‌شد. وونت هم از این سنّت پیروی کرد و روان‌شناسی را به علم تجربه هشیار تعریف کرد. همان‌طورکه جان استوارت میل از شیمی ذهنی در تداعی اندیشه‌ها سخن گفت، برای وونت هم روان‌شناسی همانند شیمی بود، زیرا وی معتقد بود که تجربه را می‌توان به عناصرِ آن تجزیه و این عناصر را با هم ترکیب کرد. استوارت میل هم درکتاب منطق خود، احتمال ایجاد روان‌شناسی آزمایشی را مطرح کرده بود، ولی تحقق بخشیدن به این اندیشه برای وونت باقی ماند.

## وونت وروانشناسی ساخت‌گرا
وونت، تحت تاثیر فلاسفه تجربه‌گرا که معلومات انسان را منحصراً مشتق از تجربه می‌دانستند، موضوعی که مطرح کرد را «تجربه بی‌واسطه» معرفی کرد و آن را در مقابل «تجربه با واسطه» قرار داد. منظور از تجربه در مورد مطالعه روان‌شناسی علمی جدید، همان تصاویر ذهنی مربوط به تاثیرات حواس انسان از محیط خارج است که کّل آنها ذهن انسان را تشکیل می دهند. برای مثال اگر به گلی نگاه کنیم، تجربه بی‌واسطه ما همان احساس‌هایی است که از گل بر ذهن ما برجای مانده و به صورت تصورات مختلف مربوط به رنگ و شکل و... گل می‌باشد. اگر به جای توجه به این احساس‌های حاصل از دیدن گل، به خود گل توجه کنیم و مثلاً بگوییم (گل قرمز است) این گفته را می‌رساند که توجهِ اصلی ما به گل است؛ نه به تجربه رنگ قرمز.
تجربه بی‌واسطه به نظر وونت، عاری از هر گونه تعبیر و تفسیر از سوی تجربه‌کننده می‌باشد. کاربرد عنوان گل قرمز به آنچه دیده‌ایم، حاصل تعبیر و تفسیری است که به کمکِ تجربه‌های گذشته و فعالیت‌های فکریِ مربوط به یادگیری‌های ما به دست آمده است و مربوط به ادراک آنی و بی‌واسطه و عاری از تعبیر و تفسیر نیست.
تیچنر هم تجربه را موضوع روان‌شناسی می‌داند (تیچنر یکی از وفاداران به موضوع مطرح شده از طرف وونت بود و اصول روان‌شناسی وونت را چند بار ترجمه کرد...). او می‌گوید کلیهٔ علوم، موضوع واحدی (جنبه‌ای از تجربه انسان) را مطالعه می‌کنند، اما هر کدام با بعد خاصی از تجربه انسان سروکار دارند و موضوعِ مشخص مورد مطالعه روان‌شناسی عبارت است از تجربهٔ انسان از نظر اتکای آن بر شخص تجربه‌کننده. این تجربه با آنچه مثلاً به وسیلهٔ فیزیک مورد مطالعه قرار می‌گیرد، کاملاً متفاوت است. به عنوان مثال، دو خط عمودی در تصویر زیر از نظر فیزیکی برابر هستند اما به نظر شما که به آنها نگاه می‌کنید، برابر نیستند:
ᐳ———–——ᐸ
ᐸ———–——ᐳ
یا ساعتی که در اتاق انتظار می‌گذرانید با ساعتی که صرف دیدن فیلم مورد علاقه‌تان می‌کنید از نظر فیزیکی برابرند اما به نظر ما یکی به کندی و دیگری سریع سپری می‌شود. با این همه تیچنر معتقد است که از موضوع روان‌شناسی نمی‌توان تعریف روشنی به دست داد و چنین تلاشی هم نمی‌کند. او فرض را بر این قرار می‌دهد که هر کس در بادیِ امر می‌داند که تجربهٔ انسان یعنی چه و فقط توجه به اینکه با چه جنبه‌ای از آن روبه‌روست ضرورت دارد، یعنی آیا انسان با تجربهٔ مستقل روبروست که متعلق به دنیای طبیعی است و یا با تجربه غیرمستقل که مربوط به دنیای روان‌شناختی است، والا هر نوع تعریف بیشتری از موضوع روان‌شناسی غیرممکن می‌باشد. محقق، تنها از طریقِ خودِ تجربه ممکن است نوع آن را تشخیص دهد.

## انتقادات و نقدها بهساخت‌گراییوونت
بیشترین انتقادات متوجه روش تحقیق ساخت‌گرایان بود و این انتقادات ریشه در تاریخ داشت. ضمناً روش درون‌نگری روش تازه‌ای نبود که بوسیلهٔ وونت و تیچنر برای نخستین بار به کار رفته باشد؛ مثلاً کانت معتقد بود که تلاش برای درون‌نگری تجربه آگاهانه، محتوای آن را تغییر می‌دهد، زیرا عنصر مشاهده‌کننده در آن دخالت خواهد کرد یا اگوست کنت نیز چندین دهه پیش‌تر به این روش حمله می‌کند و می‌گوید:

ذهن ممکن است همه پدیده‌ها را مشاهده کند اما به هیچ وجه نمی‌تواند پدیدهٔ خویش را نظاره‌گر باشد. در اینجا مشاهده‌کننده و مشاهده‌شونده یکی است و عملش در جهت مشاهده کردن نمی‌تواند خالص و طبیعی باشد. فکر باید از فعالیت دست بکشد و موقتاً متوقف شود. در عین حال همین فعالیتِ ذهنی است که می‌خواهیم مشاهده‌اش کنیم؛ بنابراین، اگر توقف صورت نگیرد امکانِ هیچ مشاهده‌ای نیست و اگر صورت پذیرد چیزی برای مشاهده وجود ندارد. نتایجِ چنین روشی چیزی جز پوچی و بی‌ثمری نخواهد بود. از این رو، بعد از دوهزار سال پیگیریِ مسائلِ روان‌شناختی، هیچ پیشنهاد رضایت‌بخشی در این قلمرو شکل نگرفته‌است.
هنری مودسلیِ انگلیسی هم انتقاداتی به روان‌شناسی ساخت‌گرا و درون‌نگری مطرح کرده بود که به شرح ذیل است:
1. بین نتایج به دست آمده توسط محققان مختلفی که از طریق درون‌نگری تحقیق می‌کنند، توافق اندکی حاصل می‌شود چه درون‌نگری‌ها امری کاملاً خصوصی هستند و به همین جهت با تکرار درون‌نگری، عدم توافق مرتفع و حلّ و فصل نمی‌شود.
2. هنگامی‌که توافق حاصل می‌شود، ممکن است حصول توافق را به این نسبت دهیم که درون‌نگرایان دقیقاً برای درون‌نگری به شیوه‌ای معین تربیت شده و از این طریق جانب‌گیری در مشاهداتشان ایجاد می‌شود.
3. مجموعه‌ای از معلومات که بر مبنای درون‌نگری جمع‌آوری می‌شود، ارزش استنتاج استقرایی ندارد؛ در واقع هیچ کشفی از روی اطلاعات کسانی که برای مشاهده چیزهای ویژه‌ای تربیت شده‌اند و مشاهدات آنها تحت تأثیر تعلیمات مربی آنها است؛ امکان‌پذیر نیست.
4. نظریهٔ کثرت امکان آسیب‌های ذهنی، گزارش درون‌نگرانه به سختی می‌تواند مورد اعتماد قرار گیرد.
5. معلومات حاصل از درون‌نگری نمی‌توانند تعمیمی را که از اطلاعات علمی انتظار می‌رود، داشته باشند؛ ناگزیر باید به طبقه‌ای از آزمودنی‌های بزرگسال، تربیت شده و صاحب تفکر پیچیده محدود باشد.

بسیاری از رفتارها، به عنوان مثال عادات، بدون آگاهی و ارتباط آگاهانه صورت می‌پذیرد.
وجود انتقادات اساسی از درون‌نگری پیش از وونت و تیچنر، دقیق‌تر شدنش گردید، با این همه و علی‌رغم ضوابط دقیقی که بر آن اعمال شد و آن را به صورت اختصاصی‌تر درآورد، انتقادات بر آن کاهش نیافت — البته با توجه به موضوع مورد تحقیق درون‌نگری تنها ابزار موجود در زمان خودش بوده و چنین تصور می‌شد که با تمرین و تجربه بیشتری این روش می‌تواند اصلاح شود. یکی دیگر از انتقادات به تعریف درون‌نگری مربوط بود، زیرا که تیچنر با ارتباط دادن درون‌نگری به شرایط خاصّ تجربی، آن را این‌گونه تعریف می‌کرد: «جریانی که یک مشاهده گر دنبال می‌کند با ماهیّت آگاهی مشاهده شده، با هدف و مقصود تجربه و با آموزشی که به آزمایش‌گر داده شده‌است، در جزئیات متفاوت است؛ بنابراین، درون‌نگری یک اصطلاح کلّی است که گروه وسیعی از روش‌های خاص تحقیق را شامل می‌شود و تمایز کاربردهای مختلف، این اصطلاح را دشوار می‌کند.»
البته دربارهٔ تحقّق هدف آموزش به روش درون‌نگری نیز از سوی خیلی‌ها تردیدهایی مطرح شد. این سؤال مطرح می‌شود که درون‌نگران ساخت‌گرا دقیقاً چه می‌گیرند و چه تمرین می‌بینند؟ در واقع آنها باید بیموزند که گروهی از کلمات، یعنی «کلمات معنی‌دار» را که بخش پایدار زبانشان شده‌است، فراموش کنند؛ مثلاً جملهٔ من پنجره‌ای می‌بینم برای یک ساخت‌گرا معنای علمی ندارد؛ زیرا کلمه پنجره یک کلمه معنی‌دار است و بر معلوماتی مبتنی است که قبلاً شکل گرفته‌است و عملاً چنین توافق شده و ما آموختیم که مجموعه‌ای از احساس‌هایمان را با میز یکی تصّور کنیم. این گفته که «من پنجره‌ای می‌بینم» در مورد تجربهٔ آگاه مشاهده‌کننده، هیچ اطلاعی به دست نمی‌دهد. ساخت‌گرا به مجموعه‌ای از احساس‌ها که به صورت یک کلمه معنی‌دار خلاصه شده علاقه‌مند نیست، بلکه، به‌اشکال خاص تجربه توجه دارد و مشاهده‌کننده‌ای که در گزارشِ درون‌نگری خود بگوید «پنجره‌ای» را می‌بینم، مرتکبِ خطا شده‌است.
و سؤالی که پیش می‌آید این است اگر این کلمات عادی زبان که عموماً مورد موافقت قرار گرفته کنار زده شوند، تجربهٔ درون‌نگری چگونه توصیف می‌شود؟ باید یک زبانِ خاص با فرهنگِ لغات ویژه ابداع شود!
با این‌همه انتقادات، سهم ساخت‌گرایان در پیشبرد روان‌شناسی هم قابل ملاحظه است. وونت بعنوان بنیان‌گذارِ این مکتب روانشناسی، همه تجهیزاتِ لازم را جهت تحقیقاتِ روان‌شناسیِ علمی فراهم کرد و موضوعِ اصلیِ روان‌شناسی دقیقاً تعریف و روش‌های تحقیقِ متناسب با موضوع، مطرح شد. هنگاهی هم که موضوع اصلی و هدف‌های ساخت‌گرایان از اعتبار افتاد، درون‌نگری - اگر آن را به عنوان گزارشی شفاهی بر مبنای تجربه تعریف کنیم- همواره در بسیاری از قلمروهای روان‌شناسی به کار برده می‌شد. کمک دیگر و مهم، نقشی بود که در قبال مکاتب دیگر روان‌شناسی ایفاء کرد و غیرمستقیم باعثِ تقویت آنها شد و سیستم نیرومندی بوجود آورد که جنبش‌های جدید از قبیل کنش‌گرایی و گشتالت و جریان‌های رفتارگرایی توانستند نیروهای خویش را در برابر آن سامان دهند و وجود خود را تا حد زیادی مدیون فرمول‌بندی جدیدشان از روان‌شناسی بدانند که شروع آن به ساخت‌گرایان مربوط است.